# オネエとクソリプ
『オネエとクソリプ』は、吉川景都による日本の漫画。『まんがライフWIN』（竹書房）で連載。
脳内で自分に向かってクソリプを飛ばしてしまう女子高生が、脳内でつくったキャラクターと共に高校生活を送る姿を描く4コマ漫画。

## 登場人物
鮎沢みつる（あゆさわみつる）
主人公：女子高生。16歳。中学では友達がおらず、毎日SNSをするばかりで脳内で自分の欲望にすかさずクソリプをとばしてしまう癖がついている。
りっちゃん
17歳。漫画家志望。みつるのクラスメイトであり、唯一の友達。
フィリップ・トワイライト
みつるが脳内でつくったキャラクター。外見は、みつるが中学2年生のころに描いた落書きからできている。
花村樹（はなむらいつき）
みつるのクラスメイト。頭も良く、性格も良い。さらにイケメン。
三津谷さん（みつやさん）
美少女。花村樹の幼なじみ。

## 書誌情報
- 吉川景都 『オネエとクソリプ』 竹書房〈バンブーコミックス WIN SELECTION〉、全2巻
  1. 2019年5月7日発売、ISBN 978-4-8019-6606-2
  2. 2020年3月6日発売、ISBN 978-4-8019-6888-2